# Beogradski Sport Klub 1927
Questa voce raccoglie le informazioni riguardanti il Beogradski Sport Klub nelle competizioni ufficiali della stagione 1927.

## Avvenimenti
Il Beogradski raggiunge il secondo posto in campionato, partecipando alla Coppa Mitropa dove vengono eliminati ai quarti di finale dall'Hungária (8-2).

## Rosa
| N. |                       | Ruolo | Calciatore           |
| -- | --------------------- | ----- | -------------------- |
|    | Jugoslavia (bandiera) | P     | Milorad Gligorijević |
|    | Jugoslavia (bandiera) | D     | Svetislav Popović    |
|    | Jugoslavia (bandiera) | D     | Milorad Mitrović     |
|    | Jugoslavia (bandiera) | D     | Predrag Radovanović  |
|    | Jugoslavia (bandiera) | D     | Dragomir Tosić       |
|    | Jugoslavia (bandiera) | C     | Milorad Arsenijević  |
|    | Jugoslavia (bandiera) | C     | Sava Marinković      |
|    | Jugoslavia (bandiera) | C     | Ljubiša Đorđević     |

| N. |                       | Ruolo | Calciatore          |  |
| -- | --------------------- | ----- | ------------------- |  |
|    | Jugoslavia (bandiera) | C     | Milorad Dragićević  |  |
|    | Jugoslavia (bandiera) | C     | Ljubiša Stefanović  |  |
|    | Jugoslavia (bandiera) | A     | Blagoje Marjanović  |  |
|    | Jugoslavia (bandiera) | A     | Ivan Bek            |  |
|    | Jugoslavia (bandiera) | A     | Kuzman Sotirović    |  |
|    | Jugoslavia (bandiera) | A     | Nikola Marjanović   |  |
|    | Jugoslavia (bandiera) | A     | Dragutin Najdanović |  |
|    | Jugoslavia (bandiera) | A     | Đorđe Vujadinović   |  |